# Puntius joaquinae
Puntius joaquinae är en fiskart som beskrevs av Wood, 1968. Puntius joaquinae ingår i släktet Puntius och familjen karpfiskar. Inga underarter finns listade i Catalogue of Life.